# Lista över fornlämningar i Växjö kommun (Hornaryd)
Lista över fornlämningar i Växjö kommun (Hornaryd) är en förteckning av ett urval av de fornlämningar som finns i Hornaryd i Växjö kommun.
| Namn                      | Lämningstyp    | Tillkomsttid | Historisk indelning | Plats | Läge                 | ID-nr          | Bild                                 |
| ------------------------- | -------------- | ------------ | ------------------- | ----- | -------------------- | -------------- | ------------------------------------ |
| Hornaryd 2:1              | Stensättning   |              | Hornaryd, Småland   |       | 57.100197, 15.007108 | 10072100020001 | Ladda upp en bild av detta fornminne |
| Hornaryd 5:1              | Stenkammargrav |              | Hornaryd, Småland   |       | 57.107375, 14.980269 | 10072100050001 | Ladda upp en bild av detta fornminne |
| Hornaryd 7:1              | Gravfält       |              | Hornaryd, Småland   |       | 57.110242, 14.981641 | 10072100070001 | Ladda upp en bild av detta fornminne |
| Hornaryd 8:1              | Gravfält       |              | Hornaryd, Småland   |       | 57.109439, 14.980666 | 10072100080001 | Ladda upp en bild av detta fornminne |
| Hornaryd 10:1             | Stensättning   |              | Hornaryd, Småland   |       | 57.123591, 14.981102 | 10072100100001 | Ladda upp en bild av detta fornminne |
| Enekullen (Hornaryd 14:1) | Gravfält       |              | Hornaryd, Småland   |       | 57.113259, 14.972656 | 10072100140001 | Ladda upp en bild av detta fornminne |
| Hornaryd 22:1             | Röse           |              | Hornaryd, Småland   |       | 57.092122, 15.007149 | 10072100220001 | Ladda upp en bild av detta fornminne |
| Hornaryd 23:1             | Stenkammargrav |              | Hornaryd, Småland   |       | 57.128032, 14.977358 | 10072100230001 | Ladda upp en bild av detta fornminne |
| Hornaryd 24:1             | Stenkammargrav |              | Hornaryd, Småland   |       | 57.125352, 14.979308 | 10072100240001 | Ladda upp en bild av detta fornminne |
| Hornaryd 25:1             | Kyrka/kapell   |              | Hornaryd, Småland   |       | 57.112583, 14.974696 | 10072100250001 | Ladda upp en bild av detta fornminne |
| Hornaryd 29:1             | Stenkammargrav |              | Hornaryd, Småland   |       | 57.100691, 14.993063 | 10072100290001 | Ladda upp en bild av detta fornminne |